# Dicranum pseudoleucoloma
Dicranum pseudoleucoloma är en bladmossart som beskrevs av C. Müller 1882. Dicranum pseudoleucoloma ingår i släktet kvastmossor, och familjen Dicranaceae. Inga underarter finns listade i Catalogue of Life.